# 瑟伯塔
瑟伯塔（Sebeta）是埃塞俄比亞中部奧羅米亞州西施瓦地區的小鎮，座標8°55′N 38°37′E / 8.917°N 38.617°E，海拔2,356米。根據埃塞俄比亞中央統計局2005年人口普查的資料，瑟伯塔總人口數約25,143，其中男性12,079人，女性13,064人。